# جوناثان د. ستيفنسون
جوناثان د. ستيفنسون (بالإنجليزية: Jonathan D. Stevenson)‏ هو سياسي أمريكي، ولد في 1800 في جزيرة ستاتن في الولايات المتحدة، وتوفي في 14 فبراير 1894 في سان فرانسيسكو في الولايات المتحدة. نشط حزبياً في الحزب الديمقراطي. وقد انتخب عضو جمعية ولاية نيويورك.